# Brachypea kenoma
Brachypea kenoma är en plattmaskart som beskrevs av Antonius 1968. Brachypea kenoma ingår i släktet Brachypea och familjen Convolutidae.
Artens utbredningsområde är Röda havet. Inga underarter finns listade i Catalogue of Life.